# キートンのハード・ラック
『キートンのハード・ラック』（Hard Luck）は、バスター・キートンとエドワード・F・クライン監督・脚本、キートン主演による1921年のアメリカ合衆国の短編・サイレント・コメディ映画である（別邦題『悪運』）。キートンの代表作の1つでありながら60年にわたってフィルムが失われているものと考えられていたが、1987年に最後の場面が欠けたものが再発見された。更にその後ロシアで欠けている場面のフィルムも発見されたために現在では全編を鑑賞可能となっている。

## キャスト
- 自殺志願者 - バスター・キートン
- ヴァージニア - ヴァージニア・フォックス
- リザード・リップ・ルーク - ジョー・ロバーツ
- ヴァージニアの夫 - ブル・モンタナ（英語版） (クレジット無し)